# El Gordo (roi de galaxii)
El Gordo („cel gras” în spaniolă) este considerat cel mai mare roi de galaxii aflat la aproximativ 9,7 miliarde de ani lumină de Pământ. Denumit oficial ACT-CL J0102-4915, roiul de galaxii a fost observat pentru prima dată în ianuarie 2011, iar descoperirea a fost anunțată în ianuarie 2012. 
Din aprilie 2014, este considerat cel mai mare roi de galaxii descoperit la acea distanță sau mai departe. 